# Adventfjorden

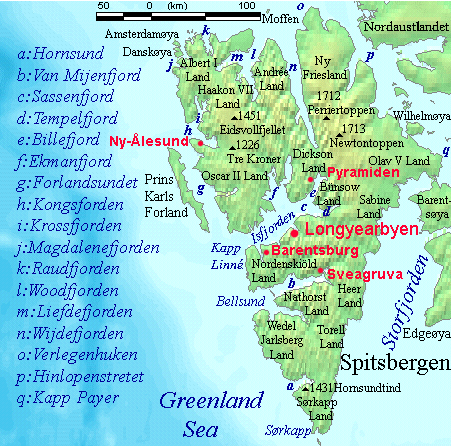
Adventfjorden nằm ở phía nam của Isfjorden trên bờ biển phía tây của Spitsbergen.

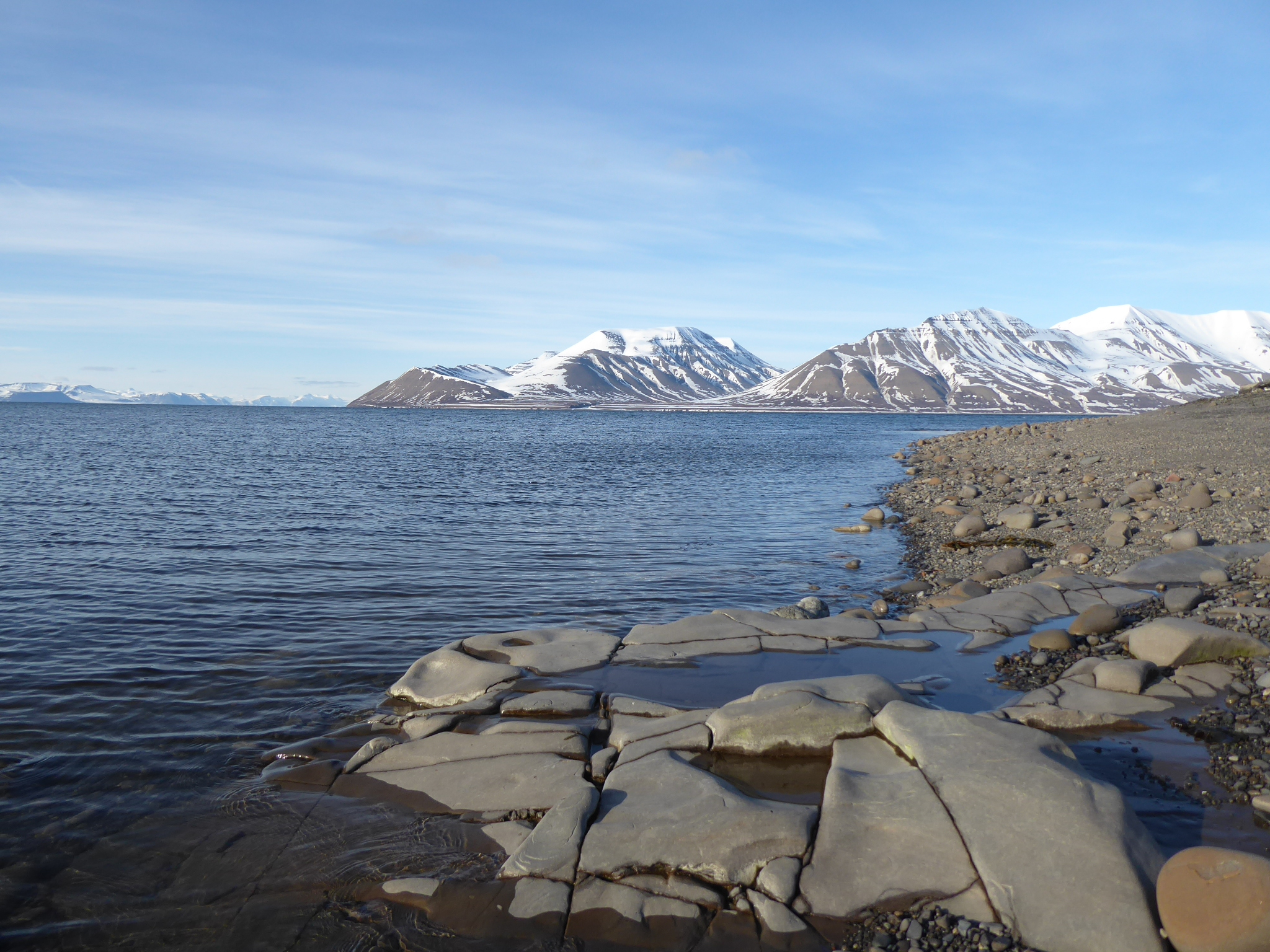
Lối vào Adventfjorden vào tháng 5 năm 2025.

Adventfjorden (vịnh Advent) là một vịnh hẹp dài 7 km và rộng 4 km nằm về phía nam của Isfjorden, trên bờ biển phía tây của Spitsbergen. Tên của nó có lẽ được đặt theo tên của Cuộc phiêu lưu của con tàu đánh bắt cá voi Hull đã từng tới Isfjorden vào năm 1656. Ban đầu, vịnh hẹp được biết đến với tên là Vịnh Klass Billen. Tại cửa vịnh là thung lũng Adventdalen, trong khi phía tây nam của vịnh là Longyearbyen và phía đông bắc là thành phố mỏ cũ Hiorthhamn.